# 布拉加 (南里奧格蘭德州)
布拉加（葡萄牙語：Braga）是巴西的城鎮，位於該國南部，由南里奧格蘭德州負責管轄，始建於1965年12月15日，面積129平方公里，海拔高度430米，2010年人口3,703，人口密度每平方公里28.71人。